# Штиржин
Штиржин (чеш. Zámek Štiřín) — замок, расположен в деревне Каменица, примерно в 20 км к юго-востоку от Праги.

## История
Первоначально замок был построен в XIII веке. В XVIII веке Штиржин был перестроен в Барочном стиле. Первоначальным владельцем замка был Сальм Рейфершейд. Кроме того он был собственностью принца Рохана, барона из села Каменице Франка Рейнгхоффера.
В 1995 году замок был перестроен в депенденс. Территория замка включает в себя парк в английском стиле.
В настоящее время отель Штиржин включает 43 комнаты. На территории отеля расположен парк в английском стиле с полями для гольфа.

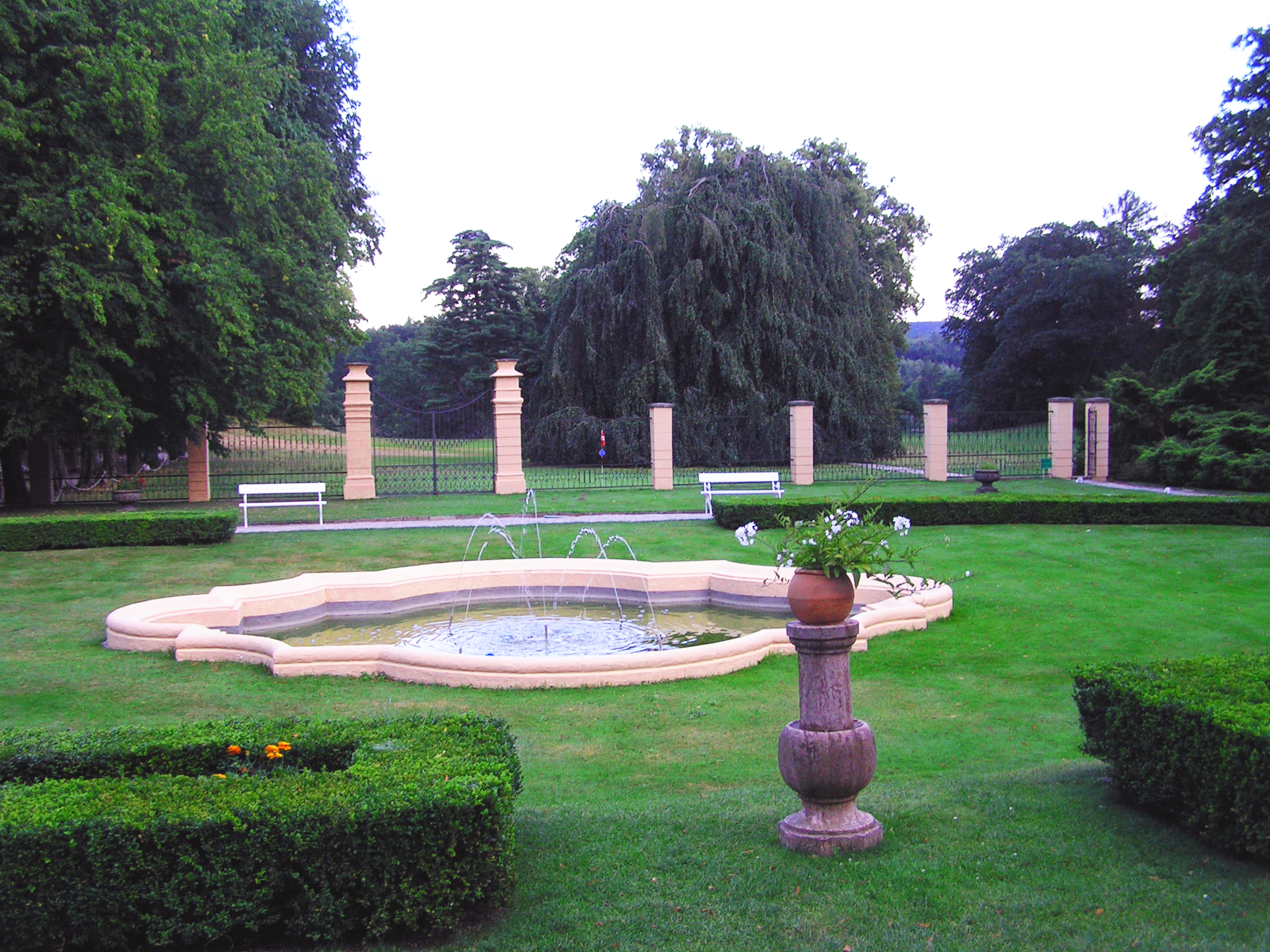
Парк